# Michael Bohndorf
Michael Bohndorf ist ein deutscher Rechtsanwalt, der durch Auseinandersetzungen mit der Deutschen Bank und mit dem  Seniorenheimbetreiber Refugium bekannt wurde.

## Wirken
Bohndorf veröffentlichte zu Beginn seiner anwaltlichen Tätigkeit in der englischen Fachpresse zum deutschen Familienrecht und war neben der anwaltlichen Tätigkeit auch als Vermieter tätig. Er lebt seit 1991 auf Ibiza. Laut ZDF-Magazin Frontal21 verbringt Bohndorf seinen Lebensabend im brasilianischen Badeort Salvador.
2001 trat Bohndorf im Namen eines im Ausland lebenden Onkels auf und focht die Kapitalerhöhungsbeschlüsse der Refugium AG an. Hierdurch wurde es der Marseille-Kliniken AG möglich den angeschlagenen Konkurrenten zu übernehmen. Es wurde vermutet, dass Bohndorf als Strohmann für Ulrich Marseille aufgetreten sei.
Michael Bohndorf tritt seit 2003 in den Hauptversammlungen der Deutschen Bank auf und erhebt seit dieser Zeit regelmäßig Anfechtungsklagen gegen die Beschlüsse der Hauptversammlungen. Seit 2006 ließ die Deutsche Bank Bohndorf überwachen. Hierbei soll unter anderem das Haus Bohndorfs auf Ibiza während der Abwesenheit Bohndorfs angemietet worden sein. Laut Bohndorf soll in einem Fall auch eine Brasilianerin auf ihn angesetzt worden sein, die ihn aushorchen sollte.
2009 räumte die Deutsche Bank Nachforschungen ein, die Bundesanstalt für Finanzdienstleistungsaufsicht und die zuständige Staatsanwaltschaft nahmen Ermittlungen auf. Hintergrund für die Bespitzelung war die Vermutung, dass Bohndorf mit Leo Kirch gemeinsam gegen den Vorstand der Bank vorgehe. Im Juli 2009 wurden wegen der Bespitzelung mehrere Führungskräfte der Deutschen Bank entlassen. Im Oktober 2009 wurde ein Ermittlungsverfahren durch die Staatsanwaltschaft wegen der Spitzelaffäre eröffnet. Das Verfahren wurde im März 2012 eingestellt.